# Tepatlaxco (kommun)
Tepatlaxco är en kommun i Mexiko.   Den ligger i delstaten Veracruz, i den sydöstra delen av landet, 240 km öster om huvudstaden Mexico City.
Följande samhällen finns i Tepatlaxco:
- San José Tenejapa
- Buena Vista
- Palo Gacho
- Alta Luz del Castillo
- Tercera Manzana
- Ejido Sonora